# Jang Ki-yong
Đây là một tên người Triều Tiên, họ là Jang.
Jang Ki Yong (Hangul: 장기용, sinh ngày 7 tháng 8 năm 1992) là một người mẫu và diễn viên người Hàn Quốc. Anh sinh ra tại Ulsan, và theo học tại trường Đại học Seokyung chuyên ngành diễn xuất người mẫu.

## Phim tham gia

### Phim điện ảnh
| Năm  | Tựa đề              | Vai diễn  | Nguồn       |
| ---- | ------------------- | --------- | ----------- |
| 2019 | Bad Guys: The Movie | TBA       | [ 1 ] [ 2 ] |
| 2021 | Sweet and sour      | Jang Heok |             |

### Phim truyền hình
| Năm  | Tựa đề                                                     | Vai diễn                       | Kênh          | Nguồn  |
| ---- | ---------------------------------------------------------- | ------------------------------ | ------------- | ------ |
| 2014 | It's Okay, That's Love                                     | Sam                            | SBS           | [ 3 ]  |
| 2014 | The Greatest Marriage                                      | Bae Deu-ro                     | TV Chosun     | [ 4 ]  |
| 2014 | Schoolgirl Detectives                                      | Ahn Chae-joon                  | JTBC          | [ 5 ]  |
| 2015 | This is My Love                                            | Lee Suk-tae                    | JTBC          | [ 6 ]  |
| 2015 | We Broke Up                                                | Seo Hyun-woo                   | Naver TV Cast | [ 7 ]  |
| 2016 | Beautiful Mind                                             | Nam Ho-young                   | KBS2          | [ 8 ]  |
| 2016 | Love for a Thousand More                                   | Jason                          | Naver TV Cast | [ 9 ]  |
| 2017 | The Liar and His Lover                                     | Ji In-ho                       | tvN           | [ 10 ] |
| 2017 | Some Guy                                                   | Sung Ki-je                     | Naver TV Cast | [ 11 ] |
| 2017 | Confession Couple/Go Back Couple                           | Jung Nam-gil                   | KBS2          |        |
| 2017 | The Boy Next Door                                          | Sung Gi-jae                    | Dingo Studios | [ 12 ] |
| 2018 | Ông chú của tôi (My Mister)                                | Lee Kwang-il                   | tvN           | [ 13 ] |
| 2018 | Come and Hug me                                            | Chae Do-jin                    | MBC           | [ 14 ] |
| 2019 | Chạm vào tim em (Touch Your Heart)                         | ep1                            | tvN           |        |
| 2019 | Kill It                                                    | Kim Soo-Hyun                   | OCN           |        |
| 2019 | Phẩm chất quý cô                                           | Park Mo-Gun                    | tvN           |        |
| 2020 | Born Again                                                 | Gong Ji-Cheol/ Cheon Jong-Beom | KBS           |        |
| 2021 | Bạn cùng phòng của tôi là Gumiho (My Roommate Is a Gumiho) | Shin Woo-yeo                   | tvN           |        |
| 2021 | Bây giờ, chúng ta đang chia tay                            | Yoon Jae-gook                  | SBS           |        |
| 2024 | Dù tôi không phải người hùng (The atypical family)         | Bok Gwi-ju                     | JTBC          |        |

### Chương trình tạp kĩ
| Năm  | Tựa đề                    | Kênh | Ghi chú         | Nguồn  |
| ---- | ------------------------- | ---- | --------------- | ------ |
| 2015 | Off to school             | JTBC | Tập 27~29       |        |
| 2016 | Tribe of Hip Hop          | JTBC | Top 10 Finalist | [ 15 ] |
| 2017 | Singing Battle            | KBS2 | Tập 7, 19       |        |
| 2020 | Yoo Hee-Yeol’s Sketchbook | KBS2 | Tập 487         |        |

### Video âm nhạc
| Năm  | Tựa đề          | Nghệ sĩ         | Nguồn  |
| ---- | --------------- | --------------- | ------ |
| 2013 | Red Shoes       | IU              | [ 16 ] |
| 2013 | Friday          | IU              | [ 17 ] |
| 2013 | Eyekiss         | Lovelybut       |        |
| 2016 | When in Hongdae | Hongdae Kwang   | [ 18 ] |
| 2016 | The End         | Kwon Jin-ah     | [ 19 ] |
| 2019 | Night and Day   | Brown Eyed Soul | [20]   |

## Danh sách đĩa hát
| Năm  | Tựa đề                           | Album                      | Ghi chú |
| ---- | -------------------------------- | -------------------------- | ------- |
| 2013 | "EyeKiss" (with Lovelybut)       | Chapter.4 You And Me Song  |         |
| 2017 | "Some Guys" (with Choi Woo-shik) | Some Guy OST               |         |
| 2017 | I'm Okay                         | The Liar and His Lover OST |         |
| 2017 | Peterman                         | The Liar and His Lover OST |         |
| 2017 | In Your Eyes                     | The Liar and His Lover OST |         |
| 2018 | "Paradise Tree"                  | Come and Hug me OST        |         |

## Giải thưởng và đề cử
| Năm  | Giải thưởng                           | Hạng mục                                       | Đề cử                      | Kết quả   | Nguồn  |
| ---- | ------------------------------------- | ---------------------------------------------- | -------------------------- | --------- | ------ |
| 2014 | 9th Asia Model Awards                 | Giải thưởng người mẫu thời trang               | —                          | Đoạt giải | [ 20 ] |
| 2015 | 30th Korea's Best Dresser Swan Awards | Người mẫu mặc đẹp nhất                         | —                          | Đoạt giải | [ 21 ] |
| 2017 | KBS Drama Awards lần thứ 31           | Nam diễn viên mới xuất sắc nhất                | Confession Couple          | Đề cử     |        |
| 2018 | 6th APAN Star Awards                  | Nam diễn viên mới xuất sắc nhất                | My Mister                  | Đoạt giải | [ 22 ] |
| 2018 | The Seoul Awards lần thứ 2            | Nam diễn viên mới xuất sắc nhất hạng mục drama | My Mister, Come and Hug me | Đề cử     | [ 23 ] |
| 2018 | Asia Artist Awards lần thứ 3          | Giải thưởng nam diễn viên mới                  | —                          | Đoạt giải | [ 24 ] |
| 2018 | 2018 Korea Hallyu Awards              | Giải thưởng ngôi sao đang lên                  | —                          | Đoạt giải | [ 25 ] |
| 2018 | MBC Drama Awards                      | Nam diễn viên xuất sắc (Drama thứ 4-5)         | Come and Hug me            | Đoạt giải | [ 26 ] |